# 龙慕韩
龙慕韩（1898年—1938年6月17日），字汉臣，安徽省安庆市怀宁县人氏，中华民国陆军中将。兰封会战中因弃守兰封，经军事法庭审判，被判处死刑，在武汉被处决，成为抗战中第一个被处决的中央军将领。

## 经历
- 1924年考入黄埔军校第一期。在学期间任第一队第六分队长。
- 1925年任国民革命军第1师第3团特务连连长。[2]
- 1928年任中央军校训练部教官。[2]
- 1935年任第13军第89师267旅旅长。[2]
- 1937年抗战爆发时任第13军第89师副师长。参加南口战役。[2]
- 1938年初任第71军第88师师长。参加兰封会战。因弃守兰封，龙慕韩于6月17日被处决。